# The Washington Times
The Washington Times is een dagelijks verschijnende krant op broadsheetformaat. Ze wordt gepubliceerd in Washington D.C. en had in maart 2007 een dagelijkse oplage van 102.351 stuks, ongeveer een zevende van de grootste concurrent, The Washington Post. De Times mag niet verward worden met een vroegere krant (uit 1893) onder dezelfde naam. Die krant ging op in Washington Times-Herald en nog later werd die opgekocht door The Washington Post.
De krant werd in 1982 opgericht door Sun Myung Moon, leider van de Verenigingskerk. Tot 2010 was Moon's News World Communications eigenaar. De krant staat bekend om haar sociaal en politiek conservatieve standpunten.